# Капкан (фильм, 1974)
«Капкан» (рум. Capcana) — румынский детективный боевик, заключительный фильм из цикла приключений комиссара Романа. Съёмки фильма проходили в деревне Рашинари, что в 11 километрах от города Сибиу. Премьера фильма состоялась 7 января 1974 года. Аудитория фильма в ходе показа в кинотеатрах только в Советском Союзе составила 27 млн 500 тыс. зрителей. В Румынии зрительская аудитория превысила 4 млн 270 тыс. зрителей.

## Сюжет
События фильма разворачиваются в 1948 году, через три года после событий, показанных в фильме «Последний патрон», и через год после удачного задержания лидеров румынских политических реакционеров в фильме «Трудный путь на Типперари».
Комиссар Михай Роман в звании майора румынской госбезопасности, набивший руку сыске, отправлен в горы Крачунешти, чтобы помочь местным коммунистам и комсомольцам в подавлении антикоммунистического партизанского движения. Повстанческим отрядом командует личный враг Романа — легионер Хория Баничу, отличающийся фашистским фанатизмом и остервенелой жестокостью.
Местные власти запуганы боевиками, в полиции явно есть их информаторы. Население боится выходить из дома после наступления темноты. Но не дремлет и госбезопасность — в рядах повстанцев скрывается хорошо законспирированный агент Романа. Тем временем фашистский главарь Баничу (известный зрителю по фильмам «Заговор» и «Трудный путь на Типперари») готовит массированную атаку и захват деревни. Под его командованием собирается крупное партизанское соединение.
Комиссар Роман с оружием в руках громит отряд Баничу. Ему помогают молодой сотрудник госбезопасности Негоице, у которого Роман был руководителем практики после выпуска из училища, и инструктор комосомола Сильвия Мунтяну. Отступая из деревни, последние боевики Баничу ранят Романа и берут его в заложники. Однако один из них — тайный агент госбезопасности — вырывает Романа из их рук. В итоге отряд разгромлен, Баничу наконец схвачен. Истекающий кровью Роман на руках молодых помощников и как ни в чём не бывало просит сигарету.
Роман не умирает, но трилогия, начатая фильмом «Заговор», завершена. Серия приключений Комиссара Романа из пяти фильмов также заканчивается

## Действующие лица
| Актёр               | Советский дубляж | Персонаж                                                                                |
| ------------------- | ---------------- | --------------------------------------------------------------------------------------- |
| Иларион Чобану      | Ф. Яворский      | Михай Роман, майор госбезопасности                                                      |
| Мирча Дьякону       | В. Филиппов      | Негои́це, молодой сотрудник госбезопасности                                              |
| Мариана Михут       | Н. Румянцева     | Сильвия Мунтяну, молодая комсомольская активистка                                       |
| Мирча Албулеску     |                  | Секретарь местного комитета Румынской компартии                                         |
| Виктор Ребенджюк    |                  | Хория Баничу, командир антикоммунистических повстанцев, фашист-легионер                 |
| Клара Себёк         | А. Кончакова     | Юлиана Варга, дочь сенатора Сальваторе Варги, арестованного Романом в предыдущем фильме |
| Сильвиу Стэнкулеску |                  | Коррумпированный сельский полицейский, ранее служивший королю, затем — коммунистам      |

## Исторические параллели
Главарь повстанцев фашист Хория Баничу, с которым Роман ведёт тайную войну на протяжении последних трёх фильмов, был ссоздан по образу румынского пособника гитлеровцев, активиста Железной гвардии Хорациу Комэничиу. 